# Пол Вулфовіц
Пол Дандес Вулфовіц (англ. Paul Dundes Wolfowitz; нар. 22 грудня 1943) — американський політик, колишній президент Всесвітнього банку, колишній Заступник міністра оборони США. Належить до плеяди американських неоконсерваторів, вважається одним з архітекторів зовнішньої політики адміністрації Джорджа Буша. Був ініціатором війни США в Іраку.

## Біографія

### Навчання і початок кар'єри
Пол Вулфовіц народився у Нью-Йорку, в родині польсько-єврейських емігрантів. Його батько Яків Вулфовіц емігрував до США зі своїми батьками ще десятирічним хлопцем, пізніше працював викладачем статистики у Корнельському університеті. Пол Вулфовіц після закінчення середньої школи вивчав фізику та хімію у Корнельскому університеті. Отримавши ступінь бакалавра з математики і хімії у 1965 році Вулфовіц продовжив навчання у Чиказькому університеті, де вивчав політологію. У 1969 році під керівництвом Альберта Вольштеттера, теоретика ядерної стратегії він захистив докторську дисертацію на тему розповсюдження ядерної зброї на Близькому Сході. У 1970 році Вулфовіц почав викладати політологію в Єльському університеті, а вже через рік він почав працювати помічником сенатора від Демократичної партії.

### Праця в уряді США
У 1972 році Вулфовіц почав кар'єру в уряді США, працював як серед демократів так і республіканців. Вульфовіц підтримував зовнішню політику Генрі Кіссінджера, разом із провідними неоконсерваторами, такими як Річард Пайпс був призначений до спеціальної комісії ЦРУ, як спеціаліст із оцінки небезпеки з боку СРСР. У 1977 році він отримав призначення до Пентагону ще за адміністрації Джиммі Картера на посаду помічника заступника міністра оборони. З часом Вулфовіц почав розчаровуватися в політиці демократа Джиммі Картера, і за його словами з ентузіазмом вітав перемогу республіканця Рональда Рейгана у листопаді 1980 року.
У період з 1982 по 1985 рік, вже в адміністрації Рейгана Вульфовіц працює помічником державного секретаря у справах Східної Азії і Тихого океану і зокрема зосереджується на перехідному періоді на Філіппінах після повалення Фердинанда Маркоса, колишнього союзника Сполучених Штатів. З урахуванням також і цього досвіду у 1986 році його було призначено послом США до Індонезії.
Через три роки у 1989 році Вулфовіца запросив до Вашингтона міністр оборони Дік Чейні, де на посаді заступника міністра він працює над визначенням нової стратегії збройних сил США після закінчення холодної війни. У 1991 році, під час війни у Перській затоці Вулфовіц займався координацією зусиль на створенні коаліції проти Іраку в якій зокрема, брали участь багато арабських країн. Саме в цей час він визначив так звану «Доктрину Вулфовіца» — напрямки розвитку і уваги у зовнішній політиці США, яка визначалася агресивністю цілей і базувалася на однобічному втручанні США у багатьох регіонах, у тому числі за допомогою військової сили.

### В адміністрації Джорджа Вокера Буша
Після приходу до влади демократів на чолі з Біллом Клінтоном Пол Вулфовіц у 1994—2001 роках працював викладачем політології в Університеті Джона Гопкінса. З поверненням до влади республіканців і перемоги Джорджа Буша, Вулфовіца знову запросили до адміністрації США, цей раз на посаду Заступника міністра оборони. На цій посаді саме Вулфовіц став архітектором нової зовнішньої політики США і запропонував повалення Саддама Хусейна і військове вторгнення до Іраку вже на наступний день після терактів 11 вересня 2001 року. У своїх розрахунках Вулфовіц також сподівався, що нафтові запаси Іраку допоможуть в його реконструкції і прибутки складатимуть понад 100 мільярдів доларів протягом трьох років.
Пол Вулфовіц належав до найрадикальніших неоконсерваторів в адміністрації Буша, відповідав за пошук правового обґрунтування вторгнення до Іраку, а пізніше за планування безпосередніх військових дій та створення коаліції. Під час військових дій він часто відвідував Ірак і 26 жовтня 2003 року ледве не став жертвою замаху, під час якого іракські повстанці обстріляли ракетами готель, де перебував Вулфовіц. В адміністрації Буша Вулфовіц також докладав значних зусиль для виправдання вторгнення США до Іраку, зокрема намагався закрити телекомпанію Аль-Джазіра, яка відзначилася різкою критикою політики США у регіоні.

### Президент Світового банку
У березні 2005 року Джордж Вокер Буш номінував Вулфовіца президентом Світового банку. Це висунення на посаду майже зразу викликало хвилю невдовольства і протестів у пресі, зокрема завдяки його ролі у війні в Іраку. Після вступу на посаду в червні 2005 року Пол Вулфовіц займався визначенням пріоритетів для фінансової допомоги, зокрема виступав за допомогу деяким африканським регіонам і за боротьбу з корупцією.
Під час головування у Світовому банку Вулфовіца звинуватили у фаворитизмі, коли у пресі вибухнув скандал навколо його позашлюбних зв'язків із співробітницею банку Шаха Алі Різа. У пресі зокрема з'явилися повідомлення, що подруга Вулфовіца крім підвищення до службі, отримувала і підвищення в зарплаті, яке становило на той час 200 тис. доларів на рік. Сам Вулфовіц назвав ці звинувачення «наклепницькою кампанією» розпочатою противниками вторгнення в Ірак, і його ролі в ньому. Критики Вулфовіца також наголошували на тому, що на посаді у Світовому банку він оточив себе колишніми колегами, які працювали з ним у Пентагоні і Білому домі. Під тиском критики Пол Вулфовіц нарешті погодився 17 травня 2007 року піти у відставку з посади президента банку.